# 傑瑞米·皮文
傑瑞米·皮文（英語：Jeremy Samuel Piven，1965年7月26日—）是美國的一位演員和製作人。他最著名的作品是在我家也有大明星中飾演Ari Gold角色。他獲得過一項金球獎和三項艾美獎。皮文出生在紐約曼哈頓。

## 外部連結
- Jeremy Piven的X（前Twitter）
- 傑瑞米·皮文在互联网电影资料库（IMDb）上的資料（英文）
- 《查理·罗斯访谈录》上的傑瑞米·皮文
- WorldCat 聯合目錄中傑瑞米·皮文的著作或與之相關的著作
- 來自《卫报》有關傑瑞米·皮文的新闻和评论
- 傑瑞米·皮文在《紐約時報》上的節選新聞及評論
- Interview on WHO.com with Jeremy Piven and Doug Ellin
- Piven on "Speed-The-Plow" and Mercury Poisoning at Yahoo!
- Jeremy Piven at Emmys.com （页面存档备份，存于）